# Codonanthe mattos-silvae
Codonanthe mattos-silvae är en tvåhjärtbladig växtart som beskrevs av Chautems. Codonanthe mattos-silvae ingår i släktet Codonanthe och familjen Gesneriaceae. Inga underarter finns listade i Catalogue of Life.